# Gerhard Bittner
Gerhard Bittner († nach 1958) war ein deutscher Verleger und Funktionär des Kulturbundes zur demokratischen Erneuerung Deutschlands.

## Leben
In Hellerau bei Dresden betrieb Gerhard Bittner in den 1930er Jahren den Verlag für Volksheilkunde, der die Tradition der ökologischen und vegetarischen Lebensweise in der Gartenstadt fortsetzte. In seinem Verlag erschienen Veröffentlichungen wie 1937 Die Antlitz-Diagnose von P. J. Thiel. Nachdem sich Gerhard Bittner wegen des Artikels „...aber die Dummen sterben nicht aus“ beschwert hatte, der vom Hauptschriftleiter der Zeitung Der SA-Mann. Kampfblatt der Obersten SA-Führung der NSDAP, Heinz Görz, unter dem Pseudonym Peter Osten verfasst worden war und in der Ausgabe vom 3. Juli 1937 erschien, zog dies letztendlich staatspolizeiliche Untersuchungen gegen die inhaltliche Ausrichtung des Verlages und dessen Veröffentlichungen nach sich, die zur Schließung der Verlages führten. Gerhard Bittner wurde 1942 als Verleger aus der Reichsschrifttumskammer ausgeschlossen.
1956 gehörte er der Leitung der Ortsgruppe Dresden IX des Kulturbundes an. Zwei Jahre später wird er als Antiquar in Dresden bezeichnet.